# Amphipyra jankowskii
Amphipyra jankowskii là một loài bướm đêm trong họ Noctuidae.